# Tourbillon FC
Tourbillon Football Club w skrócie Tourbillon FC – czadyjski klub piłkarski z siedzibą w mieście Ndżamena, grający w drugiej, a niegdyś w pierwszej lidze czadyjskiekj.

## Sukcesy
- I liga[1]:
  - mistrzostwo (5): 1991, 1997, 2000, 2001, 2010.
- Puchar Czadu[2]:
  - zwycięstwo (3): 1987, 1989, 2008.
- Superpuchar Czadu[2]:
  - zwycięstwo (1): 2008.

## Występy w afrykańskich pucharach
| Sezon | Rozgrywki                 | Runda   | Kraj                          | Klub                     | Dom | Wyjazd | Dwumecz      |
| ----- | ------------------------- | ------- | ----------------------------- | ------------------------ | --- | ------ | ------------ |
| 1990  | Puchar Zdobywców Pucharów | wstępna | Niger                         | Liberté FC               | 2–1 | 0–0    | 2–1          |
| 1990  | Puchar Zdobywców Pucharów | 1       | Gabon                         | Petrosport FC            | 0–0 | 0–2    | 0–2          |
| 1992  | Puchar Mistrzów           | wstępna | Republika Środkowoafrykańska  | Forces Armées CA         | 0–0 | 1–1    | 1–1          |
| 1992  | Puchar Mistrzów           | 1       | Sudan                         | Al-Hilal Omdurman        | 2–3 | 1–0    | 3–3          |
| 1993  | Puchar CAF                | wstępna | Republika Środkowoafrykańska  | ASDR Fatima              | 1–1 | 3–2    | 4–3          |
| 1993  | Puchar CAF                | 1       | Kamerun                       | Canon Jaunde             | 0–0 | 0–3    | 0–3          |
| 1998  | Liga Mistrzów             | wstępna | Republika Środkowoafrykańska  | AS Tempête Mocaf         | –   | –      | –            |
| 1998  | Liga Mistrzów             | 1       | Kamerun                       | Coton Sport FC de Garoua | 0–0 | 1–4    | 1–4          |
| 2001  | Liga Mistrzów             | wstępna | Erytrea                       | Red Sea FC               | 2–0 | 0–2    | 2–2 (k. 2–4) |
| 2002  | Liga Mistrzów             | wstępna | Togo                          | Dynamic Togolais         | 3–2 | 0–0    | 3–2          |
| 2002  | Liga Mistrzów             | 1       | Tunezja                       | Espérance Tunis          | 1–3 | 1–5    | 2–8          |
| 2006  | Puchar Konfederacji       | wstępna | Kongo                         | CSMD Diables Noirs       | 2–2 | 1–3    | 3–4          |
| 2008  | Liga Mistrzów             | wstępna | Demokratyczna Republika Konga | TP Mazembe               | –   | –      | –            |
| 2009  | Puchar Konfederacji       | wstępna | Burundi                       | Vital’O FC               | 4–0 | 0–1    | 4–1          |
| 2009  | Puchar Konfederacji       | 1       | Kamerun                       | Union Duala              | 1–2 | 1–3    | 2–5          |
| 2011  | Liga Mistrzów             | wstępna | Maroko                        | Raja Casablanca          | –   | –      | –            |

## Stadion
Domowe mecze klub rozgrywa na stadionie o nazwie Stade Omnisports Idriss Mahamat Ouya w Ndżamenie, który może pomieścić 30000 widzów.